# アリヤ・バレイキス
アリヤ・バレイキス（Arija Bareikis、1966年7月21日 - ）は、アメリカ合衆国の女優。

## 出演作品

### 映画
- パージ
- フレーム・オブ・マインド
- チェイシング/追跡
- その土曜日、7時58分
- 幸せのレシピ（クリスティーン）
- ペインテッド・ハウス（キャスリーン）
- デュース・ビガロウ、激安ジゴロ!?
- ホネツギマン（キム）
- 家族という名の他人

### テレビドラマ
- サウスランド（チッキー・ブラウン）
- 救命医ハンク セレブ診療ファイル
- LAW&ORDER:クリミナル・インテント
- グレイズ・アナトミー 恋の解剖学
- 女検死医ジョーダン